# Sall (Fluss)
Die Sall ist ein etwa 21 km langer Fluss im nördlichen Baden-Württemberg, der beim Ortsteil Sindringen der Stadt Forchtenberg im Hohenlohekreis von links und Ostsüdosten in den unteren Kocher mündet.

## Name
Das Gewässer wurde in der Zeit zwischen  1544 und 1550 („waszer der Saahl“) erstmals schriftlich erwähnt. Als Ortsname erscheint der Name schon 1239 als Salle. Vermutlich leitet er sich vom keltischen Wort *sal- „Salz“ oder *salā „Schmutz“ ab.

## Geographie

### Verlauf
Die Sall entspringt im Flurgewann Ritter etwa einen Kilometer südlich von Kupferzell-Belzhag auf etwa 350 m ü. NHN. Anfangs nur der Graben eines Feldweges, folgt sie diesem nach Norden, unterquert die L 1036 und beginnt dann zwischen den Häusern von Belzhag, die größtenteils sich an die beiden flachen Hänge halten und die breite Mulde der Sall freilassen, nach Westnordwest zu drehen. Zwischen teils Wiesen, meist aber bis ans Ufer reichenden Äckern zieht sie nach Mangoldsall, einem Straßendorf auf dem rechten Hangfuß an der K 2370, die sie nun zunächst begleitet, und nimmt danach von links ihren ersten größeren Zufluss Wurzelbach auf.
Danach tritt ein Waldstück an ihr linkes Ufer, der Sallbusch, an dessen Rand sie sich erstmals natürlich schlängelt. Sie tritt dabei aufs Gemeindegebiet von Neuenstein über, forthin von einer Gehölzgalerie begleitet, und nach dem Zufluss des Eschelbachs passiert sie links die verstreuten Häuser des Weilers Langensall, dem sich Kirchensall anschließt, wo sie auf ihrer rechten Seite erst der Dietzenbach und dann der Pfarrbach erreichen. Der folgende Weiler Mainhardtsall liegt als erste der Talsiedlungen nur am linken Hang, danach tritt die Sall beim Zufluss des Orbachs auf Forchtenberger Gemarkung über.
Bis hierher war das Salltal eine in der Landschaft durch seine Richtungsbeständigkeit und Breite auffällige, aber sehr freie und in ihrer hügeligen Umgebung kaum tief zu nennende Mulde. Etwa ab dem Zufluss des Dendelbachs ändert sich das, durch dessen Seitental die K 2348 gegenüber von Hohensall ins Tal absteigt und es quert. Die Sall fließt inzwischen etwa 60 Meter unter den umgebenden Höhen, an den nun steileren Talhängen setzt Wald ein, das Tal wird enger und keine Straße läuft mehr in ihm.
Keine zwei Kilometer weiter beim Zulauf des Märzklingenbächles tritt die Sall auf Zweiflinger Gebiet über und beginnt eine enge Linkskurve, in der sie Orendelsall linksseitig passiert, und stößt an deren Ende an der querenden Brücke der L 1048 senkrecht auf das Tal ihres linken und mit fast 13 km auch längsten Nebenflusses Hirschbach, in dessen Fließrichtung sie anschließend weiterzieht.
Das folgende Tal am Unterlauf mäandriert zwischen seinen steilen Waldhängen, sein Boden liegt inzwischen über 100 m unter der unmittelbaren Umgebung. Die L 1050 Öhringen–Sindringen steigt am linken Hang langsam ins Tal ab, auf dessen Grund eine offene Wiesenflur die Sall nun bis zur Mündung in alter Zugrichtung begleitet. Nach insgesamt 20,6 km ergießt sie sich etwa einen Kilometer ostsüdöstlich der Sindringer Dorfmitte von links in den unteren Kocher, eben wieder auf Forchtenberger Gemeindegrund.

### Einzugsgebiet
Das Einzugsgebiet der Sall ist etwa 52 Quadratkilometer groß. Seine höheren, südlichen Anteile liegen im Unterraum Öhringer Ebene der Hohenloher und Haller Ebene, der etwas größere mündungsnahe im Nachbar-Naturraum der Kocher-Jagst-Ebenen überwiegend im Unterraum Ohrnwaldriedel und nur ein Mündungszwickel im Unterraum Unteres Kochertal. Da das Einzugsgebiet, anders als die umgebenden größeren Zuflüsse des unteren Kochers, im Süden keinen Anteil am Keuperbergland hat, bleibt die größte Höhe an der diesem zugewandten Wasserscheide mit unter 360 m ü. NHN relativ niedrig.
Nordöstlich von ihr zieht die Kupfer zum aufwärtigen Kocher in einem Abstand, der zwischen weniger als anderthalb Kilometern an den Oberläufen und etwas über fünf Kilometern zwischen den Mündungen schwankt. Südlich ihres Entwässerungsareals zieht der Stufenrandfluss Epbach nach Westen zur Ohrn und schneidet sie dabei vom Zufluss aus den Waldenburger Bergen ab. Auf der Südwestseite konkurriert im weiteren Verlauf fast nur die Ohrn, erst am Unterlauf schiebt sich das kleinere Einzugsgebiet des Kocher-Zuflusses Pfahlbach dazwischen.
Anteil am Einzugsgebiet haben vor allem die Stadt Neuenstein am Ober- und die Gemeinde Zweiflingen am Unterlauf, in geringerem die Stadt Forchtenberg am Mittellauf und an der Mündung. Der oberste Lauf gehört zur Gemeinde Kupferzell, der des Hirschbachs zur Stadt Waldenburg. Nur winzige Schnipsel gehören zur Stadt Öhringen.
Der große linke Sall-Zufluss Hirschbach hat bei hoher Wasserführung Zufluss vom oberen Epbach über ein Teilungsbauwerk in dessen Lauf unweit der Waldenburger Domäne Hohebuch. Es steht in einer flachen Talung zum oberen Hirschbach hin, seine künstliche Normalableitung zum unteren Epbach hin läuft durch ein Rohr. Rechnet man den offenbar natürlich dem Hirschbach zugehörigen jetzigen Oberlauf des Epbachs diesem zu, dann wird der Hirschbach zum hydrologischen Hauptfluss des Sall-Systems. Also entwässert die Sall zumindest bei Starkregen, wie die anderen großen Nebenflüsse links des Kocher-Nordbogens beständig, ebenfalls die Keuperstufe im Süden – hier die Waldenburger Berge.

### Zuflüsse
Liste der Zuflüsse von der Quelle zur Mündung. Gewässerlänge, Einzugsgebiet und Höhe nach den entsprechenden Layern auf der Onlinekarte der LUBW. Andere Quellen für die Angaben sind vermerkt.
Ursprung der Sall als Feldweggraben etwa einen Kilometer südlich von Kupferzell-Belzhag.
- (Anderer Oberlauf), von rechts kurz vor der L 1036, 0,5 km
- (Zufluss), von rechts in Belzhag, 0,4 km
- (Bach aus der Helmlesklinge), von rechts nach Belzhag, 0,4 km
- (Feldweggraben aus der ehemaligen Wolfsklinge), von links auf 332,3 m ü. NHN[LUBW 2], ca. 0,5 km[LUBW 6]
- Wurzelbach, von links gleich nach Kupferzell-Mangoldsall, 2,6 km und 2,1 km².
- (Zufluss aus dem Wald Sallbusch), von links auf 311,8 m ü. NHN[LUBW 2] an der Stadtgrenze von Neuenstein vor Langensall, 0,6 km
- Eschelbach, von rechts am Ortsanfang von Neuenstein-Langensall, 2,5 km und ca. 1,7 km².[LUBW 7]
- Dietzenbach, von rechts auf 303,7 m ü. NHN[LUBW 2] am Ortsanfang von Neuenstein-Kirchensall, 1,5 km.
- Pfarrbach, von rechts gegenüber dem Sportplatz nach Neuenstein-Kirchensall, 1,6 km.
- (Feldweggraben vom Greut), von links zwischen Kirchensall und Neuenstein-Mainhardtsall, 1,2 km
- (Feldweggraben aus dem Beckenfeld), von rechts gegenüber von Mainhardtsall, 0,8 km.
- Orbach, von rechts bei Forchtenberg-Orbachshof auf 291,1 m ü. NHN[LUBW 2], 1,8 km und 1,3 km².
- Dendelbach, von rechts auf 285,2 m ü. NHN[LUBW 2] östlich von Forchtenberg-Hohensall, 1,3 km.
- Märzklingenbächle, von rechts auf 258,6 m ü. NHN[LUBW 2] östlich von Zweiflingen-Orendelsall, 1,1 km.
- Hirschbach, von linksn auf 232,8 m ü. NHN[LUBW 2] östlich von Zweiflinge, 13,6 km und 18,6 km².[LUBW 4]
- Rossbach, von rechts auf ca. 205 m ü. NHN[LUBW 1] bei Zweiflingen-Heiligenhaus, 1,8 km.
- (Bach aus der Schüßlersklinge), von rechts östlich von Forchtenberg-Schießhof, 1,3 km.

Mündung der Sall auf 184,1 m ü. NHN bei Forchtenberg-Ziegelhütte.

## Geologie
Die Sall beginnt ihren Lauf wenig oberhalb des Unterkeupers und bleibt darin bis etwa Mainhardtsall. Die restliche Strecke bis zur Mündung verläuft im Muschelkalk.
Der Unterlauf der Sall nach dem Zufluss des Hirschbachs läuft zwischen zwei längeren, parallel westnordwestlich ziehenden geologischen Störungslinien, dem rechten der beiden folgt ihr Mittellauf vermutlich schon ab dem Zulauf des Orbachs.
Auffällig ist der annähernde Gleichlauf der Sall mit ihrem Zufluss Hirschbach sowie der Kupfer etwa ab Kupferzell.

### LUBW
Amtliche Online-Gewässerkarte mit passendem Ausschnitt und den hier benutzten Layern: Lauf und Einzugsgebiet der Sall

Allgemeiner Einstieg ohne Voreinstellungen und Layer: Daten- und Kartendienst der Landesanstalt für Umwelt Baden-Württemberg (LUBW) (Hinweise)
1. 1 2 3 4  Höhe nach dem Höhenlinienbild auf dem Hintergrundlayer Topographische Karte.
2. 1 2 3 4 5 6 7 8 9  Höhe nach grauer Beschriftung auf dem Hintergrundlayer Topographische Karte.
3. 1 2  Länge nach dem Layer Gewässernetz (AWGN).
4. 1 2  Einzugsgebiet aufsummiert aus den Teileinzugsgebieten nach dem Layer Basiseinzugsgebiet (AWGN).
5. ↑  Einzugsgebiet nach dem Layer Basiseinzugsgebiet (AWGN).
6. ↑  Länge abgemessen auf dem Hintergrundlayer Topographische Karte.
7. ↑  Einzugsgebiet abgemessen auf dem Hintergrundlayer Topographische Karte.

### Andere Belege
1. ↑  Albrecht Greule: Deutsches Gewässernamenbuch. Walter de Gruyter, Berlin / Boston 2014, ISBN 978-3-11-057891-1, S. 459, „Sall“ (Auszug in der Google-Buchsuche).
2. ↑  Wolf-Dieter Sick: Geographische Landesaufnahme: Die naturräumlichen Einheiten auf Blatt 162 Rothenburg o. d. Tauber. Bundesanstalt für Landeskunde, Bad Godesberg 1962. → Online-Karte (PDF; 4,7 MB)
3. ↑  Geologie nach den Layern zu Geologische Karte 1:50.000 auf: Mapserver des Landesamtes für Geologie, Rohstoffe und Bergbau (LGRB) (Hinweise)